# Vaniereiland
Vaniereiland (Engels: Vanier Island, Frans: Île Vanier) in de Noordelijke IJszee is een van de Koningin Elizabetheilanden in de Canadese Arctische Archipel. Bestuurlijk behoort het tot het territorium Nunavut. Het eiland is onbewoond en heeft een oppervlakte van 1.126 km². Het bergachtige Vaniereiland maakt deel uit van de Arctische Cordillera.
Vaniereiland is genoemd naar de voormalige gouverneur-generaal van Canada Georges Vanier. Het eiland staat voornamelijk bekend onder zijn Franse naam.